# Sùng A Hồng
Sùng A Hồng (sinh năm 1962) là một sĩ quan cấp cao trong Công an nhân dân Việt Nam, hàm Thiếu tướng, ông từng là đại biểu Quốc hội Việt Nam khóa 14 (2016-2021) tỉnh Điện Biên, nguyên là Ủy viên ban Thường vụ Tỉnh ủy, Bí thư Đảng ủy, Ủy viên UBND Tỉnh, Giám đốc Công an tỉnh Điện Biên (2012-2020), đại biểu Quốc hội Việt Nam khóa 13 (2011-2016) cũng thuộc đoàn đại biểu Điện Biên.

## Thân thế và sự nghiệp
Ông sinh ngày 5 tháng 12 năm 1962 tại xã Pú Nhung, huyện Tuần Giáo, tỉnh Điện Biên.
Ông từng giữ chức Phó Giám đốc Công an tỉnh Điện Biên.
Tháng 5 năm 2012, bổ nhiệm giữ chức Giám đốc Công an tỉnh Điện Biên.
Tháng 5 năm 2016, ông được trung ương giới thiệu ứng cử Đại biểu Quốc hội Việt Nam khóa 14 tại tỉnh Điện Biên. Kết quả ông thắng cử.
Ngày 26 tháng 6 năm 2020, ông thôi giữ chức vụ Giám đốc Công an tỉnh Điện Biên. Thay thế ông là Phó Giám đốc Đại tá Tráng A Tủa. Sùng A Hồng được nghỉ công tác, chờ hưởng chế độ hưu trí. Ông vẫn tiếp tục thực hiện nhiệm vụ đại biểu Quốc hội khóa 14 cho đến hết nhiệm kì.

## Lịch sử thụ phong quân hàm
- Thiếu tướng (2014)